# Shanghai Triad
Pour plus de détails, voir Fiche technique et Distribution.
Shanghai Triad (摇呀摇﹐摇到外婆桥, Yao a yao yao dao waipo qiao) est un film chinois réalisé par Zhang Yimou, sorti en 1995.

## Synopsis
Recruté par un oncle appartenant à une triade shangaïenne, un jeune garçon de province arrive dans l'univers cosmopolite de la Shanghaï des années 1930,  pour être le serviteur de la maîtresse d'un prince du crime.

## Fiche technique
- Titre : Shanghai Triad
- Titre original : 摇呀摇﹐摇到外婆桥 (Yao a yao yao dao waipo qiao)
- Réalisation : Zhang Yimou
- Scénario : Bi Feiyu, d'après le roman de Li Xiao
- Musique : Zhang Guangtian
- Photographie : Lü Yue
- Montage : Du Yuan
- Production : Yves Marmion, Jean-Louis Piel et Wu Yigong
- Société de production : Alpha Films, La Sept Cinéma, Shanghai Film Studio et UGC
- Société de distribution : UGC Distribution (France)
- Pays :  France et  Chine
- Format : couleur - 1.85:1 - Dolby - 35 mm
- Genre : Film de gangsters, drame, historique, romance et thriller
- Durée : 108 minutes
- Dates de sortie : 8 novembre 1995

## Distribution
- Gong Li : Bijou
- Baotian Li : Liu Shu
- Wang Xiaoxiao : Shuisheng
- Li Xuejian : Liu, le sixième oncle
- Sun Chun : Song, le numéro 2 de Tang
- Fu Biao : Zheng, le numéro 3 de Tang
- Chen Shu : Shi Ye
- Liu Jiang : Fat Yu
- Jiang Baoying : Cuihua, la veuve
- Yang Qianquan : Ah Jiao

## Autour du film
- Un modèle du personnage de « prince du crime » est celui de Du Yuesheng, le plus célèbre membre de la triade la « Bande Verte » (青帮), un des personnages emblématiques du Shanghai des années 1920 et 1930.

## Distinctions
- Sélection officielle en compétition au festival de Cannes 1995
- Nommé pour l'Oscar de la meilleure photographie en 1995
- Nommé pour le Golden Globe du meilleur film étranger en 1996